# N695 (België)
De N695 is een gewestweg in de Belgische provincie Luik. De weg verbindt de N626 in Schönberg met de L 17 aan de andere kant van de grens met Duitsland. De route heeft een lengte van ongeveer 3 kilometer.

## Plaats langs de N695
- Schönberg